# Christie Nicholls
Christie Nicholls ist eine US-amerikanische Filmschauspielerin, Autorin und Stand-up-Comedian.

## Leben
Nicholls lebt in Los Angeles, kommt aber ursprünglich aus New York. Sie studierte von 2000 bis 2004 an der University of Washington, die sie mit dem Bachelor of Fine Arts in Drama verließ. Ihren Master in Theater machte sie von 2004 bis 2006 an der University of Wisconsin System. Von 2007 bis 2011 besuchte sie die University of California, Los Angeles, wo sie ihr Studium mit einem PhD im Fach Theater abschloss und schrieb eine Doktorarbeit über das Thema Stand-Up-Comedy. Sie ist Absolventin des Konservatoriums der Second City, wo sie sich auch Kenntnisse im Improvisationstheater aneignete. Nicholls ist verheiratet und Mutter zweier Töchter.
2001 war sie in einer Episode der Fernsehserie Citizen Baines zu sehen. Erst knapp 14 Jahren später folgte eine Episodenrolle in der Fernsehserie Tabloid. Nach weiteren Episodenrollen 2016 in Sex Sent Me to the ER und Hidden America with Jonah Ray folgten Besetzungen in verschiedenen Kurzfilmen. 2019 übernahm sie die weibliche Hauptrolle der Deborah Franklin im Katastrophenfilm San Andreas Mega Quake. Anschließend folgten verschiedene Rollenbesetzung in einer Reihe von Kurzfilmproduktionen.
2020 erschien ihr Buch Elephants In My Room im Eigenverlag.

## Filmografie (Auswahl)
- 2001: Citizen Baines (Fernsehserie, Episode 1x01)
- 2015: Tabloid (Fernsehserie, Episode 2x02)
- 2015: Long Island Life Hacks (Miniserie)
- 2016: Sex Sent Me to the ER (Fernsehserie, Episode 2x05)
- 2016: Hidden America with Jonah Ray (Fernsehserie, Episode 1x01)
- 2016: The Paperclip (Kurzfilm)
- 2016: Wooden Anniversary (Kurzfilm)
- 2016: Jon & The Wolf (Kurzfilm)
- 2017: American Haze (Kurzfilm)
- 2017: A Bitter War (Kurzfilm)
- 2018: You’re Dead. Continue? (Kurzfilm)
- 2018: TelepathyVR (Kurzfilm)
- 2019: Killing Time (Fernsehserie, Episode 1x03)
- 2019: San Andreas Mega Quake
- 2021: Nuts (Kurzfilm)
- 2022: A Future in Question (Kurzfilm)
- 2022: Two Dudes (Kurzfilm)
- 2022: Love’s Gate (Fernsehserie)

## Werke
- 2020: Elephants In My Room, ISBN 978-1-7342424-0-9